# Boudeville
Boudeville är en kommun i departementet Seine-Maritime i regionen Normandie i norra Frankrike. Kommunen ligger i kantonen Doudeville som tillhör arrondissementet Rouen. År 2022 hade Boudeville 220 invånare.

## Befolkningsutveckling
Antalet invånare i kommunen Boudeville
| Referens: INSEE |